# 胞外腺苷酸环化酶
胞外腺苷酸环化酶（英語：Extracellular adenylate cyclase）百日咳杆菌（Bordetella pertussis）产生的腺苷酸环化酶。